# Jettatura
Jettatura  est une longue nouvelle (voire un court roman) fantastique de Théophile Gautier publiée en quinze feuilletons du 25 juin au 23 juillet 1856 dans Le Moniteur universel sous le titre Paul d'Aspremont, conte .

## Résumé
Paul d'Aspremont rejoint à Naples sa fiancée Miss Alicia, nièce du commodore Ward.
Intrigué par les mimiques et les imprécations des Napolitains à son égard, M. d'Aspremont doit se rendre à l'évidence : il est un jettatore...

## Publications
Liste non exhaustive.
- 1856, Paul d'Aspremont, conte, feuilleton dans Le Moniteur universel.
- 1857, Jettatura, éditeur Michel Lévy.
- 1863, Jettatura, recueil Romans et contes chez Charpentier.
- 1979, Jettatura, éditeur France-Empire.
- 1990, Théophile Gautier, « Contes et récits fantastiques », éd. Le Livre de poche, n°6895, pages 487 à 597.